# Іванья
Іва́нья — орнітологічний заказник місцевого значення в Україні. Об'єкт природно-заповідного фонду Харківської області. 
Розташований у межах Харківського району Харківської області, на південь від села Знам'янка. 
Площа 128,6 га. Статус присвоєно згідно з рішенням облради від 21.05.1993 року. Перебуває у віданні: Знам'янська сільська рада. 
Статус присвоєно для збереження водно-болотний та лучний орнітокомплекс на заплаві річки Івани (притока Мжи). Водятся види, занесені до Європейського Червоного списку (деркач), Червоної книги України (журавель сірий), Червоних списків Харківської області (бугай, бугайчик, лунь лучний, сова болотяна, рибалочка).